# Равнил
Равнил е село в Южна България. То се намира в Община Мадан, област Смолян.

## География
Намира се в югоизточната част на Западните Родопи, на Жълти дял по поречието на река Арда. Землището на селото възлиза на 4,101 km2 и граничи със землищата на селата Върбина, Леска, Високите, Митовска, Цирка и Букова поляна. Територията на село Равнил се намира между 700 и 990 метра надморско равнище и попада в континентално-средиземноморската климатична област.
От селото има открита и действаща автобусна линия до общинския център град Мадан всеки работен ден и ученическа автобусна линия до най-близкото средищно училище в с. Върбина. В село Равнил има пълен обхват на всички български мобилни оператори (М-тел, Теленор, Виваком) и достъп до Интернет.
От село Равнил се открива живописна гледка към връх Снежанка (1926 м) и телевизионната кула, връх Аладаг (1241 м), връх Света Неделя (1337 м), връх Голям Перелик (2190 м), връх Козуятак (2110 м) и към Националната астрономическа обсерватория на връх Рожен.

## История
Според старите хора от село Равнил в края на 18-и и в началото на 19 век в района върлувала чума и вероятно по същото време е създадено и селото от бягащи от чумата хора.
В селото има открити много стари каменни гробища.
До към 1920 г. е било махала. Между 1921 – 1925 г. става село.

## Религии
Населението на селото изповядва исляма.

## Забележителности
На около 10-ина километра от село Равнил се намира скалното образувание „Конска глава“. На около 30 км. – Дяволският мост до град Ардино, на 20 км. е Момчиловата крепост. Също така в района около селото се намират скален масив „Кечикая“, скален комплекс „Гъбата“, скално образувание алпийски обект „Рим папа“, малко ждрело и водопад „Мечи дол“, пещера „Шаренка“, пещера „Дупката“, пещера „Ухловица“ на около 40 км, етнографски комплекс „Стария Златоград“, Перперикон е на около 80 км.
На 18 км от с. Равнил в общинския център град Мадан се намира единствената по рода си Кристална зала и Музей на рудодобива. На 15 км се намира минерален термален извор – в село Баните.
На 30 км от селото е град Смолян, на 40 км. е курортен комплекс „Пампорово“, на 30 км.- курортен комплекс „Белите Брези“, на 60 км. е язовир „Кърджали“ и язовир „Студен кладенец“, на 35 км са Смолянските езера.
На 3 километра от с. Равнил се намира Хотелски Комплекс Върбински Мост – място за развлечение и любителски риболов. На 5 км се намира хижа „Рай“, а на 10 км. – хижа „Шадийца“.

## Редовни събития
Празниците Курбан Байрам и Рамазан Байрам – двата празника на мюсюлманите.

## Други
Картофопроизводството и животновъдството продължават да са основна дейност за препитанието на населението в село Равнил. Животновъдството е традиционен отрасъл. В селото се отглеждат само 100% екологично чисти земеделски продукти. На около 7 – 8 километра западно от селото минава второкласен път ІІ-86, който е част от бъдещия трансграничен коридор Смолян-Ксанти. На 2,5 километра от с. Равнил тече река Арда и минава главен път Смолян-Кърджали. На 5 – 6 километра по течението на река Арда предстои изграждането на каскада „Горна Арда“.